# DAPK3
DAPK3 (англ. Death associated protein kinase 3) – білок, який кодується однойменним геном, розташованим у людей на короткому плечі 19-ї хромосоми. Довжина поліпептидного ланцюга білка становить 454 амінокислот, а молекулярна маса — 52 536.
| 10         |  | 20         |  | 30         |  | 40         |  | 50         |
| ---------- |  | ---------- |  | ---------- |  | ---------- |  | ---------- |
| MSTFRQEDVE |  | DHYEMGEELG |  | SGQFAIVRKC |  | RQKGTGKEYA |  | AKFIKKRRLS |
| SSRRGVSREE |  | IEREVNILRE |  | IRHPNIITLH |  | DIFENKTDVV |  | LILELVSGGE |
| LFDFLAEKES |  | LTEDEATQFL |  | KQILDGVHYL |  | HSKRIAHFDL |  | KPENIMLLDK |
| NVPNPRIKLI |  | DFGIAHKIEA |  | GNEFKNIFGT |  | PEFVAPEIVN |  | YEPLGLEADM |
| WSIGVITYIL |  | LSGASPFLGE |  | TKQETLTNIS |  | AVNYDFDEEY |  | FSNTSELAKD |
| FIRRLLVKDP |  | KRRMTIAQSL |  | EHSWIKAIRR |  | RNVRGEDSGR |  | KPERRRLKTT |
| RLKEYTIKSH |  | SSLPPNNSYA |  | DFERFSKVLE |  | EAAAAEEGLR |  | ELQRSRRLCH |
| EDVEALAAIY |  | EEKEAWYREE |  | SDSLGQDLRR |  | LRQELLKTEA |  | LKRQAQEEAK |
| GALLGTSGLK |  | RRFSRLENRY |  | EALAKQVASE |  | MRFVQDLVRA |  | LEQEKLQGVE |
| CGLR       |  |            |  |            |  |            |  |            |

A: Аланін

C: Цистеїн

D: Аспарагінова кислота

E: Глутамінова кислота

F: Фенілаланін

G: Гліцин

H: Гістидин

I: Ізолейцин

K: Лізин

L: Лейцин

M: Метіонін

N: Аспарагін

P: Пролін

Q: Глутамін

R: Аргінін

S: Серин

T: Треонін

V: Валін

W: Триптофан

Кодований геном білок за функціями належить до трансфераз, кіназ, серин/треонінових протеїнкіназ, активаторів, регуляторів хроматину, фосфопротеїнів. 
Задіяний у таких біологічних процесах, як апоптоз, регуляція трансляції, транскрипція, регуляція транскрипції, альтернативний сплайсинг. 
Білок має сайт для зв'язування з АТФ, нуклеотидами. 
Локалізований у цитоплазмі, ядрі.